# Waco
Waco è una città e il capoluogo della contea di McLennan nello Stato del Texas, negli Stati Uniti d'America. Al censimento del 2020 la città aveva una popolazione di 138 486 abitanti, il che la rendeva la 22ª città più popolosa dello Stato. Secondo le stime del censimento del 2021, la popolazione della città era di 139 594 abitanti. L'area metropolitana di Waco, composta dalle contee di McLennan e Falls, nel 2010 possedeva una popolazione di 234 906 abitanti. La contea di Falls è stata aggiunta all'area metropolitana di Waco nel 2013. La stima della popolazione del censimento del 2021 per l'area metropolitana di Waco era di 280 428 abitanti. È situata lungo il fiume Brazos e l'Interstate 35, a metà strada tra Dallas e Austin.
Il centro di Waco è relativamente piccolo rispetto ad altre grandi città del Texas, come Houston, Dallas, San Antonio o persino Fort Worth, El Paso od Austin. L'ALICO Building di 22 piani, completato nel 1910, è l'edificio più alto di Waco.

## Geografia fisica

### Territorio
Secondo l'Ufficio del censimento degli Stati Uniti d'America, ha una superficie totale di 101,26 mi² (262,26 km²).

### Clima
Waco possiede un clima subtropicale umido secondo la classificazione climatica di Köppen, caratterizzato da estati calde ed inverni generalmente miti. Temperature di 32 °C di media sono state osservate in ogni mese dell'anno. La temperatura minima record è di -21 °C, registrata il 31 gennaio 1949; la temperatura massima record è stata di 46 °C, registrata il 23 luglio 2018.

## Storia

### Fondazione
Le popolazioni indigene occuparono le zone limitrofe al fiume Brazos per migliaia di anni. Nell'area che corrisponde alla città odierna era stanziata la sottotribù dei Waco (in spagnolo: Hueco o Huaco), appartenente alla confederazione dei Wichita.
Nel 1824 Thomas M. Duke esplorò la regione ed inviò un rapporto a Stephen Fuller Austin, descrivendo il villaggio dei Waco:
Dopo aver annullato un primo tentativo di distruggere il villaggio, Austin stipulò con loro un trattato. La tribù si trasferì infine al di fuori della regione, stabilendosi più a settentrione, in prossimità dell'odierna Fort Worth. Nel 1872 si unirono ad altre popolazioni Wichita in una riserva in Oklahoma. Nel 1902 ricevettero l'assegnazione di terre e divennero ufficialmente cittadini degli Stati Uniti.
Un colono scozzese, Neil McLennan, si stabilì in un'area in prossimità del fiume South Bosque, affluente del Brazos, nel 1838.
L'imprenditore Jacob De Cordova acquistò la proprietà di McLennan ed assunse un ex Texas Ranger di nome George B. Erath per ispezionare l'area. Nel 1849 Erath progettò il primo nucleo della città. I coloni erano intenzionati a nominare la città Lamartine, ma Erath li convinse ad adottare il nome Waco, in onore dei nativi americani che vi avevano vissuto precedentemente. Nel marzo del 1849 Shapley Ross costruì la prima casa in città, una capanna di tronchi con due ambienti, su un'altura che dominava la sorgente, sua figlia Kate fu la prima bambina bianca nata in città.

### XIX secolo

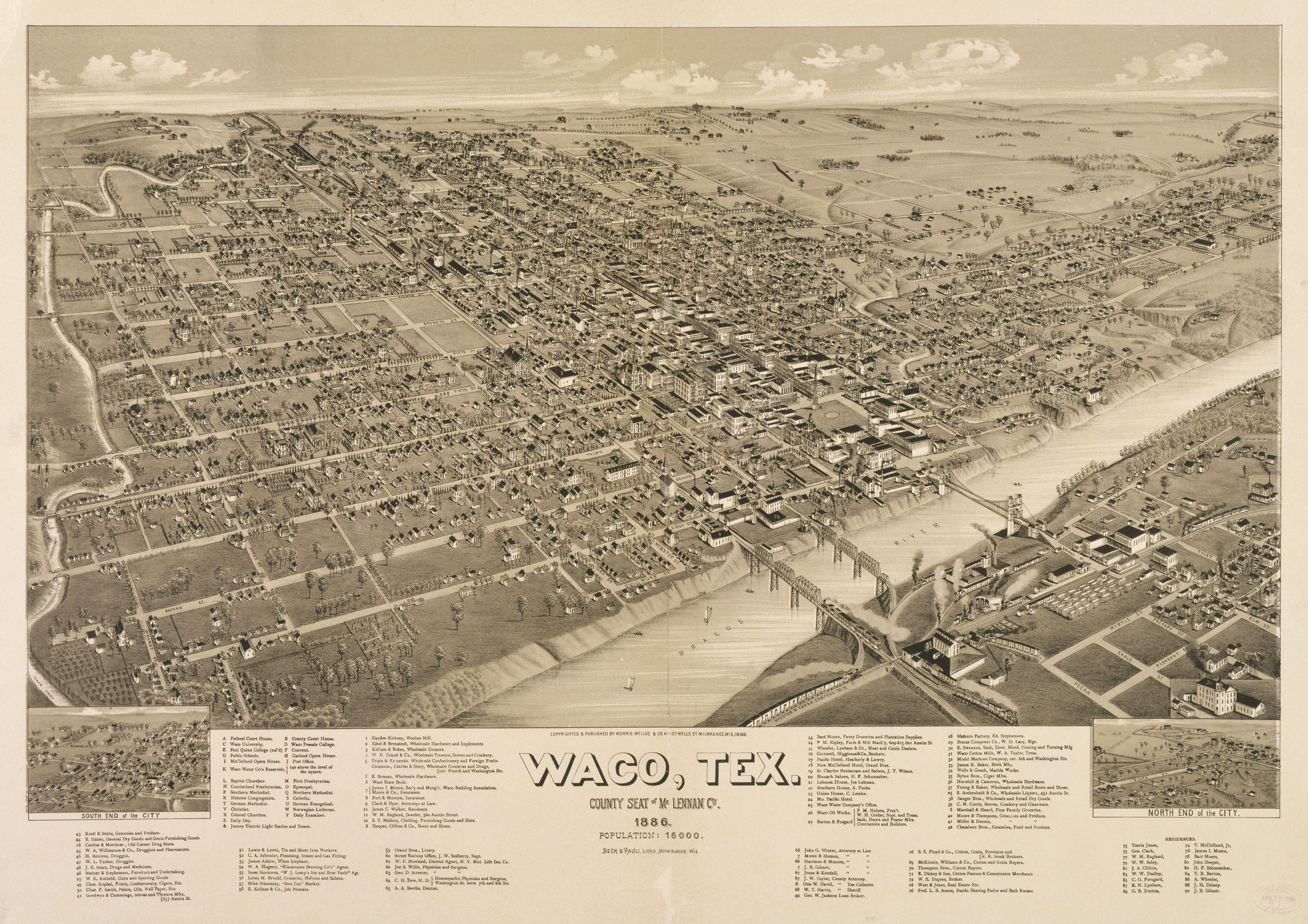
Waco nel 1886

Nel 1866 i cittadini più prominenti di Waco intrapresero l'ambizioso progetto di costruire il primo ponte sul fiume Brazos. Costituirono la Waco Bridge Company per costruire il Waco Suspension Bridge, un ponte sospeso a campata unica di 145 metri realizzato in mattoni, che fu completato nel 1870. La compagnia si rivolse ad una ditta di Trenton, di proprietà di John Augustus Roebling, per la fornitura di cavi e materiali in acciaio per il ponte e contattò Thomas M. Griffith, un ingegnere civile di New York, per la direzione dei lavori. Il ritorno economico, a fronte della spesa per la costruzione del ponte, fu immediato: i cowboy che percorrevano la pista Chisholm con le proprie mandrie iniziarono ad attraversare il fiume Brazos a Waco; alcuni sceglievano di pagare il pedaggio per utilizzare il ponte sospeso, altri optavano per guadare il fiume. La città divenne un punto di passaggio anche per le carovane e la popolazione crebbe rapidamente. Dal 1971 l'uso del ponte è esclusivamente pedonale ed il ponte stesso è stato inserito nel National Register of Historic Places.

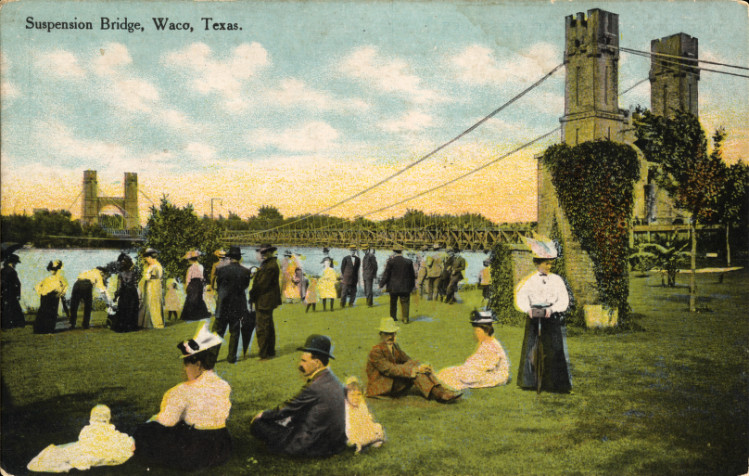
Il ponte sospeso di Waco

Nel tardo XIX secolo si sviluppò a Waco un quartiere a luci rosse, indicato come "Reservation". La città regolamentò la prostituzione e soppresse il quartiere agli inizi del XX secolo. Nel 1885 al Morrison's Old Corner Drug Store venne creata la bibita, Dr Pepper.
Nel 1845 fu fondata ad Independence la Baylor University, la più antica istituzione universitaria dello stato, che nel 1886 trasferì la propria sede a Waco, unendosi all'università cittadina. Anche lo Strecker Museum (museo universitario) ha stabilito un record di longevità, operando fino al 2003, quando le sue collezioni sono state trasferite nel nuovo Mayborn Museum Complex. Nel 1873 fu fondato l'AddRan College dai fratelli Addison e Randolph Clark a Fort Worth, anche questa scuola si trasferì successivamente a Waco nel 1895, cambiando contestualmente nome in Add-Ran Christian University ed occupando gli spazi del Waco Female College, nel 1902 la scuola ha cambiato nuovamente nome in Texas Christian University e dopo che un incendio nel 1910 bruciò l'edificio principale del complesso, tornò a Fort Worth.
Negli anni 1890 William Cowper Brann pubblicò a Waco il giornale Iconoclast, che ottenne grande successo. Uno dei suoi bersagli fu la Baylor University poiché Brann rivelò che i dirigenti dell'istituto formavano come domestici i bambini che giungevano dall'America meridionale, reclutati dai missionari. Per questo, Tom Davis - sostenitore dell'università - sparò a Brann alle spalle, che ferito, riuscì ad estrarre la pistola e ad uccidere il proprio assalitore, ma morì successivamente per le ferite riportate.

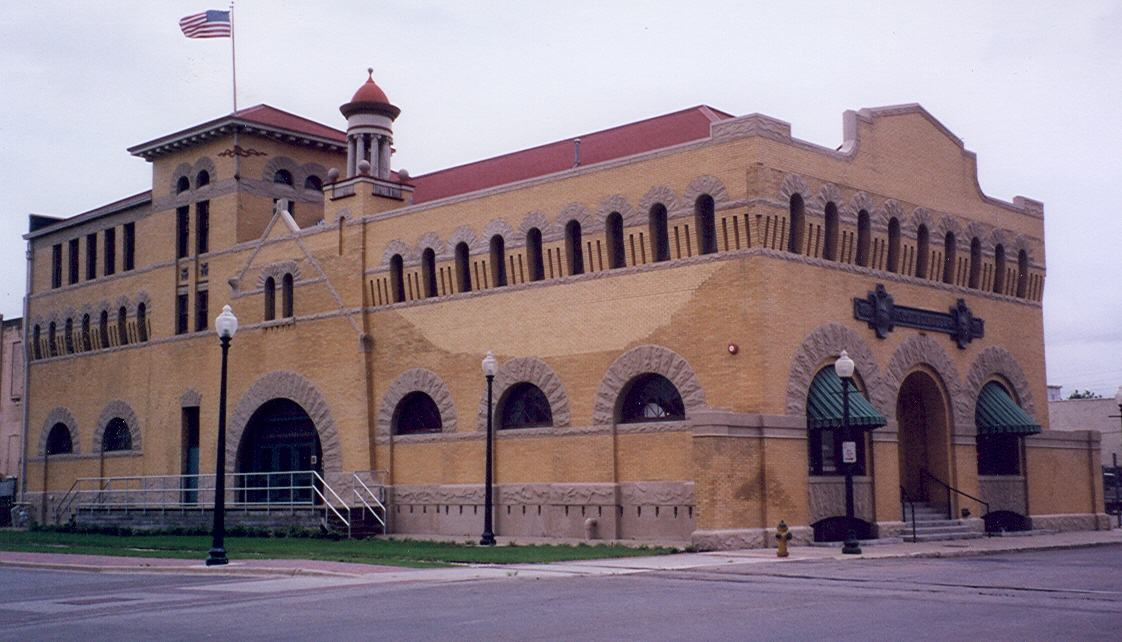
Il Dr Pepper Museum, una delle attrazioni turistiche della città

Nel 1894 fu costruito il primo Cotton Palace (palazzo del cotone) per l'esposizione e la vendita del cotone, riflettendo l'attività agricola prevalente nella regione. Sin dalla fine della Guerra di secessione, il cotone infatti era stato coltivato nelle valli dei fiumi Brazos e Bosque, e Waco era divenuto un centro di alta produzione, noto in tutta la nazione. Nei seguenti 23 anni l'esposizione annuale avrebbe richiamato più di otto milioni di spettatori. Il primo palazzo delle esposizioni fu distrutto da un incendio e ricostruito nel 1910. Nel 1931 tuttavia, l'esposizione annuale cadde vittima della Grande depressione e anche il secondo edificio fu demolito. Oggi la città ospita ancora un'esposizione annuale sul cotone ad aprile, in congiunzione col festival del fiume.
A 24 km dalla città il 15 settembre 1896 la compagnia per la costruzione della Missouri-Kansas-Texas Railroad organizzò "The Crash at Crush", un voluto incidente ferroviario in cui due locomotive sarebbero state poste su un percorso di collisione frontale. Pensato come un divertimento per le famiglie - con cibo, giochi e altri divertimenti - l'evento si rivelò mortale, quando le due caldaie esplosero simultaneamente, sparando metallo per l'esplosione. Morirono due persone e altre sei risultarono seriamente ferite.

### XX secolo

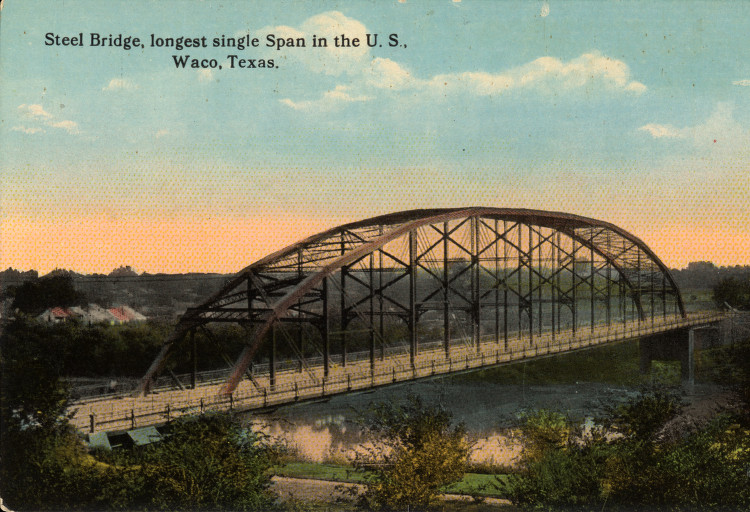
Cartolina del 1908 circa raffigurante lo Steel Bridge a Waco

Nel 1902 venne costruito lo Steel Bridge, il più lungo ponte a campata unica del mondo.
Nel 1905 un uomo afroamericano di nome Sank Majors fu impiccato al Washington Avenue Bridge da una folla di bianchi. Un altro uomo, Jim Lawyer, fu frustato perché si oppose al linciaggio. In entrambi i casi la folla fu assistita dai Texas Rangers.
Nel 1916, Jesse Washington, un ragazzo afroamericano accusato dell'omicidio di una donna bianca, fu torturato, mutilato e arso vivo, nella piazza della città, dalla folla che si era impossessata di lui nell'aula del tribunale dove era stato condannato. 15.000 spettatori, la maggior parte dei quali abitanti di Waco, assistettero all'evento, che indicato come l'"orrore di Waco" (Waco Horror), attirò una condanna internazionale e divenne il caso concreto su cui si basò la campagna anti-linciaggio della nascente National Association for the Advancement of Colored People (NAACP). Nel 2006 il consiglio cittadino ha condannato il linciaggio che avvenne senza alcuna opposizione delle autorità locali.
Negli anni 1920 a dispetto della popolarità del Ku Klux Klan e dell'alto numero di linciaggi che avvenivano in tutto il Texas, le autorità della città tentarono di rispondere alla campagna della NAACP ed istituirono una maggiore protezione per gli abitanti afroamericani. Nel 1923 durante l'esecuzione di Roy Mitchell (l'ultima impiccagione pubblica nello Stato del Texas prima dell'introduzione della sedia elettrica), che aveva confessato molteplici delitti, lo sceriffo Leslie Stegall impedì che la folla s'impadronisse del condannato e si verificasse un episodio analogo a quello di sette anni prima. Nello stesso anno il parlamento del Texas istituì a Waco la decima corte d'appello dello Stato.
Nel 1937 Grover C. Thomsen e R.H. Roark idearono la bibita "Sun Tang Red Cream Soda", che sarebbe divenuta successivamente nota come Big Red.
Il 5 maggio 1942 fu aperto il Waco Army Air Field, un campo per l'addestramento di base dei piloti, che cambiò nome due volte: il 10 giugno del 1949 in Connally Air Force Base e nel 1951 in James Connally Air Force Base, in memoria del Col. James T. Connally, un pilota locale ucciso in Giappone nel 1945. Esso rimase attivo fino al maggio del 1966, quando divenne la sede del Texas State Technical College. Il campo di aviazione è ancora operativo ed è stato utilizzato dall'Air Force One dell'allora presidente George W. Bush in visita al proprio Prairie Chapel Ranch a Crawford (a 40 km da Waco). 
Nel 1951 Harold Goodman fondò la American Income Life Insurance Company.

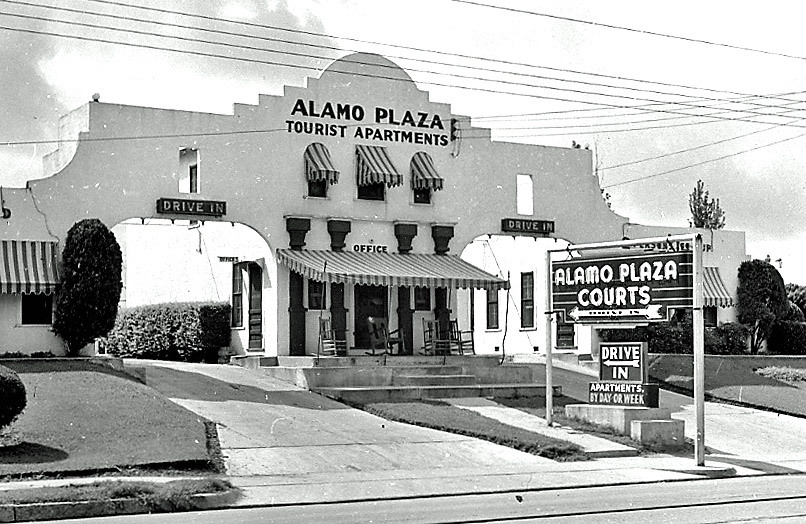
Alamo Plaza Courts, appartamenti turistici, Waco 1939 circa

L'11 maggio 1953 un tornado si abbatté sulla città di Waco. Morirono 114 persone, 61 delle quali in un unico isolato. Ci furono 597 feriti e i danni ammontarono a 410,2 milioni di dollari. Delle abitazioni interessate, 150 furono distrutte, 250 riportarono gravi danni ed altre 450 danni più lievi. Furono danneggiate più di 2 000 autovetture e la First United Methodist Church fu gravemente danneggiata. Al 2011 risultava l'undicesimo tornado più mortale della storia statunitense e uno dei peggiori tra quelli abbattutisi sul Texas. Inoltre fu il primo tornado tracciato via radar e stimolò la creazione di un sistema di sorveglianza nazionale delle tempeste.
Nel 1964 il Texas Department of Public Safety ha individuato in Waco la sede per il museo della leggendaria agenzia dei tutori della legge, i Texas Ranger, istituita nel 1823. Il Texas Ranger Hall of Fame and Museum è stato ampliato nel 1976.

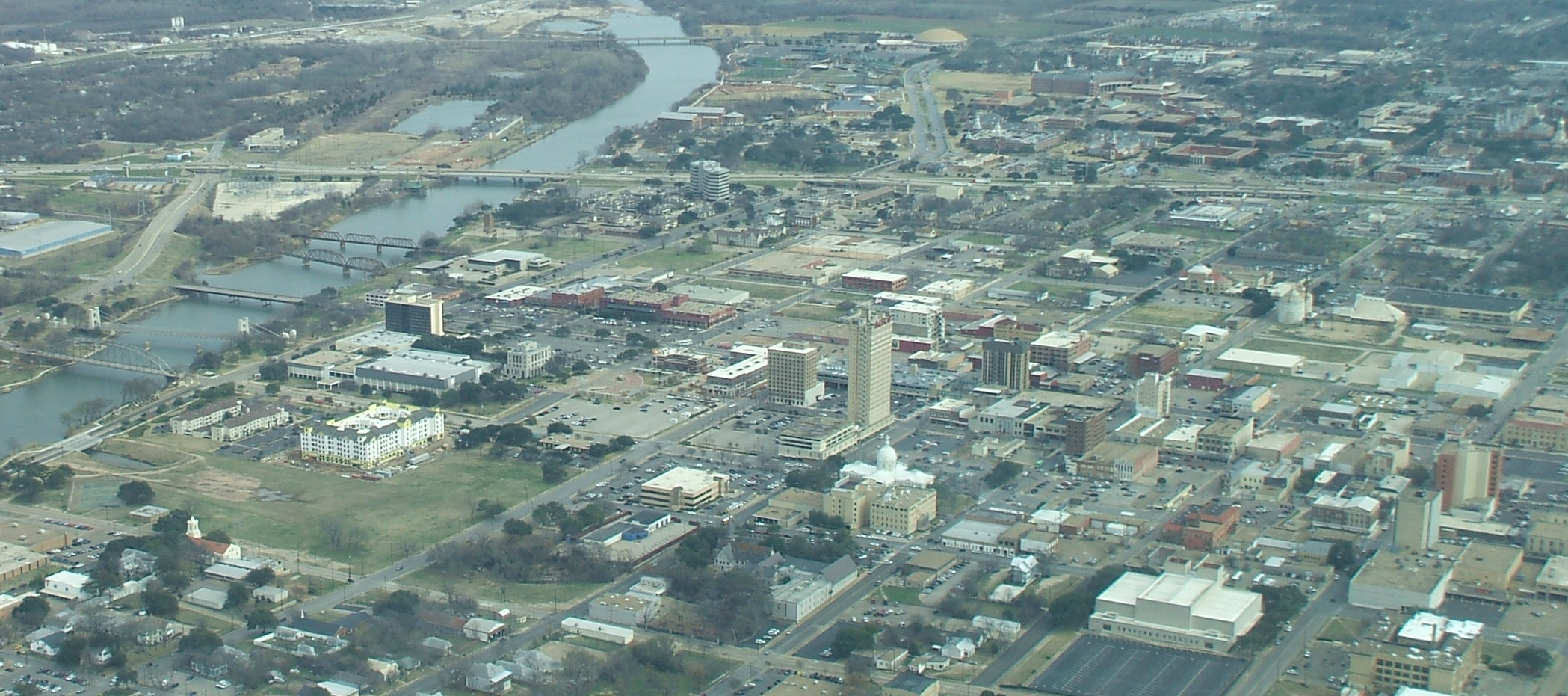
Vista aerea del centro di Waco (2009). Il fiume Brazos scorre a sinistra nell'immagine, in alto a destra c'è il campus della Baylor University

Nel 1978 furono individuate delle ossa nel fango, alla confluenza tra i fiumi Brazos e Bosque. Una campagna di scavi rivelò che si trattata dei resti di 24 esemplari appartenenti ad una specie di mammut, vissuti 68 000 anni fa. Furono inoltre rinvenuti i resti di un cammello e di un grande felino. Il ritrovamento, uno dei maggiori del suo tipo, destò perplessità tra i ricercatori, che non riuscirono a spiegare come mai tanti individui fossero morti tutti in una volta.
L'ipotesi corrente è che approssimativamente 68 000 anni fa, almeno 19 giovani esemplari di mammut sarebbero rimasti intrappolati in un canale dalle pareti assai ripide durante una rapida alluvione e sarebbero annegati; con loro sarebbe morto anche un cammello. Successive inondazioni avrebbero quindi seppellito le carcasse. Durante un secondo evento, sarebbe perita una giovane tigre dai denti a sciabola; infine, un maschio adulto, una femmina e due giovani esemplari di mammut sarebbero morti nel corso di un terzo episodio 15 000 anni dopo il primo. Le ossa sono esposte al Waco Mammoth Site.
Nel 1993 una cruenta operazione di polizia - che diverrà nota come l'assedio di Waco - fu condotta per espugnare un ranch di Waco nel quale aveva sede l'organizzazione dei davidiani, una setta religiosa. L'assedio durò 50 giorni: cominciò il 28 febbraio e si concluse il successivo 19 aprile con l'incendio del ranch, in cui persero la vita 76 persone (fra cui 24 cittadini del Regno Unito, più di 20 bambini e due donne incinte), compreso il leader della setta, David Koresh.

### XXI secolo
Durante la presidenza di George W. Bush Waco è stata la sede del Centro Stampa della Casa Bianca. Il centro stampa forniva informazioni e uffici per il corpo stampa ogni volta che Bush visitava la sua "Casa Bianca 
occidentale" ovvero il Prairie Chapel Ranch, vicino a Crawford, a circa 40 km a nord-ovest di Waco.
Il 17 maggio 2015 al ristorante Twin Peaks è scoppiata una violenta disputa tra bande di motociclisti rivali. Nell'incidente è intervenuta la polizia di Waco, con nove morti e 18 feriti. Più di 170 sono stati arrestati. Nessun passante, dipendente di Twin Peak o ufficiale è stato ucciso. Questo è stato l'incidente criminale di più alto profilo dall'assedio di Waco e la sparatoria più mortale nella storia della città.

## Società

### Evoluzione demografica
Secondo il censimento del 2020, la popolazione era di 138 486 abitanti.